# Vodudahue
Vodudahue es una localidad rural del sur de Chile que pertenece a la comuna de Hualaihué, provincia de Palena, Región de los Lagos. El caserío se sitúa junto al río Vodudahue —que tiene un tramo navegable por el cual se accede— cuyas aguas se vierten al fiordo Comau. Según el censo de 2017 tiene 100 habitantes.
El lugar se encuentra rodeado por la unidad sur del parque nacional Pumalín Douglas Tompkins. Existe un retén de Carabineros de Chile y servicios de alojamiento turístico en sus riberas.

## Historia

### Ciudad de los Césares
En el año 1620 la expedición marítima a cargo de Juan García Tao —y otra terrestre a cargo del capitán Diego Flores de León— salió desde Chiloé hacia el sur de Chile y de Argentina, descubriendo el fiordo de Comau y el río navegable de Vodudahue. Esto motivó la creencia que había encontrado el paso que conducía a una mítica ciudad de oro y plata llamada Ciudad de los Césares.
A partir de 1669, el sacerdote jesuita Nicolás Mascardi realiza misiones de evangelización y además comienza su búsqueda de la mítica ciudad en la Patagonia chilena y argentina. Es probable que Mascardi fuera el primer occidental que observó la entrada del río Vodudahue.
Posteriormente, en 1785, el jesuita Fray Francisco Méndez, rector del seminario de Castro, en su cuarto viaje de descubrimientos encontró aquí una cascada triple que también se describía en el relato original; esto ayudó a alimentar la creencia.

### Fundo Vodudahue
Durante la segunda mitad de la década de 1990, el empresario y ecologista norteamericano Douglas Tompkins adquirió 1502 hectáreas en el sector y creó el Fundo Vodudahue, lugar donde desarrolló un vivero de especies de árboles nativos. En 2014 Tompkins vendió 972 hectáreas del fundo al empresario chileno Nicolás Ibáñez, para el desarrollo de un proyecto de conservación en la zona.
En marzo de 2018 se inauguró en el sector la capilla San José Carpintero, proyecto que financiado por Ibáñez que contó con la asesoría del arquitecto Edward Rojas. La obra estuvo inspirada en la iglesia de Colo de Quemchi y fue levantada con técnicas de construcción chilotas.

## Conectividad
Vodudahue se encuentra en una zona sin conectividad terrestre, por lo que se puede acceder solo vía marítima desde Hornopirén o Caleta Pichango, o por vía aérea gracias al aeródromo del mismo nombre que se encuentra emplazado en el valle.
En octubre de 2015 el Cuerpo Militar del Trabajo inició la construcción un tramo de 3 kilómetros de la Carretera Austral —de un total de 6,5 km que considera el proyecto— para conectar Vodudahue con Leptepu.

## En la literatura
El río Vodudahue y su desembocadura en el estero Comau han sido descritos en la novela histórica Señales del Dresden, de Martín Pérez Ibarra. En el texto, los personajes llegan en un velero a la desembocadura y esperan en el retén de Carabineros la subida de la marea para enfrentar el río aguas arriba en un zódiac. Recorren el río hasta Puerto Lisandro, desde donde se internan en el Parque Pumalín.